# Gottfried Finger

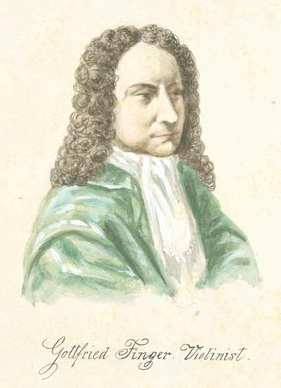
Porträt von Gottfried Finger, Violinist

Gottfried Finger (* um 1660 in Olmütz; beerdigt am 31. August 1730 in Mannheim) war ein mährisch-deutscher Kapellmeister und Komponist.

## Leben
Nach einer musikalischen Ausbildung in seiner Geburtsstadt kam Gottfried Finger an den Hof des Fürstbischofs von Olmütz, Karl II. von Liechtenstein-Kastelkorn, und nach Kremsier (Kroměříž), wo seine ältesten bekannten Kompositionen aufbewahrt werden. Nach einem Aufenthalt seit 1682 als Musiker in München reiste er nach England, wo er 1685 in die Hofkapelle König Jakob II. aufgenommen wurde, und er als Geoffrey Finger bekannt war. Hier widmete er 1687 sein op. 1 dem englischen König. Nach der Exilierung des Königs 1688 begann für Finger eine Zeit als freischaffender Musiker und Komponist, in der er bis 1701 eine der bedeutenden Persönlichkeiten des Musiklebens in London war. Er wurde anschließend Kammermusiker in Breslau. Nach 1702 wirkte er am Hof in Berlin als Kammermusiker, ab 1707 als Mitglied der Hofkapelle des kaiserlichen Statthalters in Innsbruck, deren Konzertmeister er ab 1708 war. Diese Position behielt Gottfried Finger vermutlich bis zu seinem Tod, auch als der Hof 1717 nach Neuburg an der Donau, 1718 nach Heidelberg und 1720 nach Mannheim übersiedelte. 1723 wurde er noch als Mitglied der Mannheimer Hofkapelle genannt.

## Bedeutung
Fingers Kompositionen von Maskenspielen, Singspielen und Opern sind beeinflusst von seinen mährischen und böhmischen Zeitgenossen Pavel Vejvanovsky und Heinrich Ignaz Biber. Gottfried Finger schuf auch Sonaten für verschiedene Instrumente. Außerdem komponierte er in seiner Londoner Zeit Schauspielmusik und für Berlin zwei Opern. Ein Verzeichnis seiner Werke findet sich in Die Musik in Geschichte und Gegenwart (MGG), 1. Ausgabe (1949–1962), Band 4.

## Werke (Auswahl)

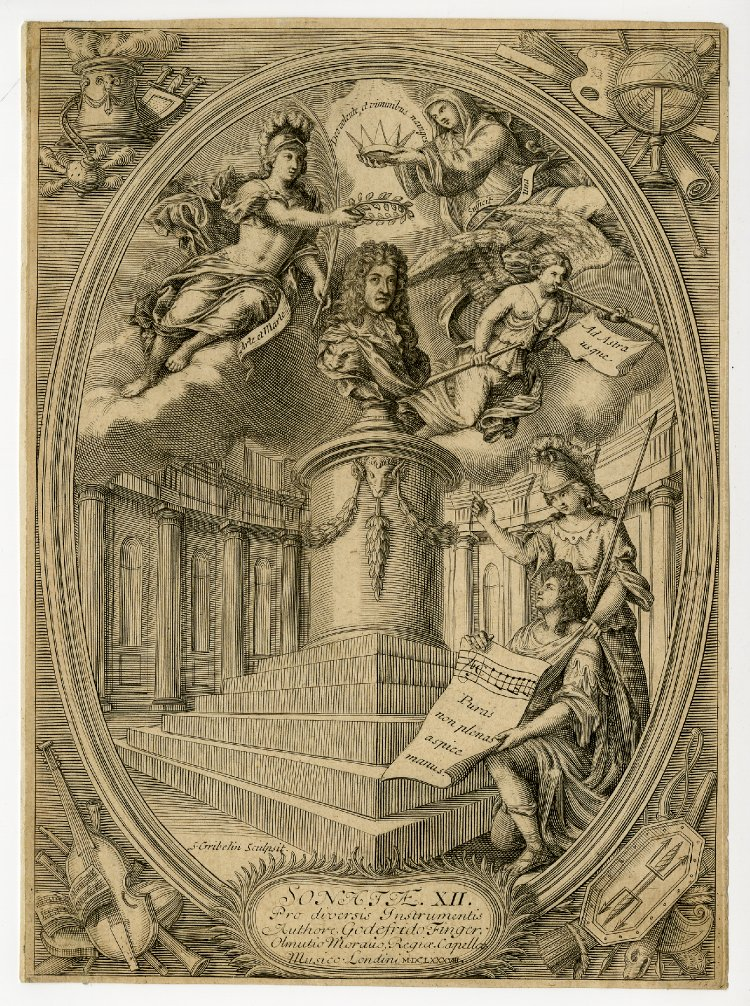
Frontispiz zu Fingers Sonatae XII pro diversis instrumentis, Simon Gribelin, ca. 1688

- Sonatae XII. pro diversis instrumentis quarum tres priores pro violino & viola di gamba, proximae tres pro II violis & viola di basso, tres sequentes pro III violinis, relique pro II violinis & viola, omnes ad bassum continuam pro organo seu clavicymbalo formantur…, Opus 1, (Amsterdam, Estienne Roger um 1690)
- Six Sonatas of two parts for two flutes…, Opus 2, (London, John Walsh & Joseph Hare um 1688)
- Six sonates à 2 flûtes & 1 basse continue…, Opus 4, (Amsterdam, Estienne Roger um. 1690)
- X Suonatae a tre, due violini e violoncello o basso continuo…, Opus 5, (Amsterdam, Estienne Roger um 1690)
- 7 Sonaten für Trompete, Oboe, Baß und B.c.
- 7 Suiten für Baryton und B.c.
- Ouverture zur Serenate Das fünfte Element (Heidelberg, 1718)
- Oper; Der Sieg der Schönheit über die Helden mit Jean-Baptiste Volumier und Augustin Reinhard Stricker (Berlin, 1706, verschollen)
- Oper; Roxane und Alexanders Hochzeit (Berlin, 1708, verschollen)